# Штайнсдорф

## Штайнсдорф (нем.Steinsdorf) —общинавГермании, вземлеТюрингия.
Штайнсдорф — община в Германии, входящая в состав района Граиц и подчиняющаяся управлению Лойбаталь. По состоянию на 31 декабря 2010 года население общины составляло 668 человек. Её территория занимает площадь 12,41 км².

### Административное деление
Община Штайнсдорф подразделяется на 4 сельских округа, каждый из которых имеет свои особенности и историю